# Fisura anal
Una fisura anal es un desgarro en la mucosa del ano, por debajo de la línea dentada, la cual generalmente causa dolor intenso al defecar, sangrado y ardor. La mayoría de las fisuras anales ocurren en la línea media posterior del ano, mientras que entre el 10 y 15 por ciento de los casos ocurren en la línea media anterior. Muy rara vez ocurre una fisura anal fuera de la línea media. Muy frecuentemente se confunde con hemorroides, aunque la principal característica de la fisura anal es el dolor y ardor intensos, lo que genera temor para evacuar. El paciente lo refiere como dolor rectal y manchado con sangre fresca del papel sanitario. También puede ocasionar hemorragia anal que mancha de sangre la ropa interior e incluso la ropa exterior si el sangrado es muy profuso.

## Etiología
Existen diversas causas por las cuales se puede producir una fisura anal, las cuales se clasifican en internas y externas. Son causas internas aquellas producidas por un mal funcionamiento del organismo, como es el caso del estreñimiento y la diarrea, también debido a infecciones como tuberculosis, sífilis y enfermedades inflamatorias como la enfermedad de Crohn y la colitis ulcerosa. Son causas externas aquellas que se dan cuando se provoca una ruptura de tejidos a causa de la introducción de objetos en el ano, o incluso a través de la práctica de sexo anal.[cita requerida]

## Tratamiento
Al menos el 50 por ciento de las fisuras cicatrizan por sí mismas o con un tratamiento médico, el cual debe de incluir medicamentos tópicos como antiinflamatorios, analgésicos, ablandadores de la materia fecal y baños de asiento.[cita requerida]
Una dieta rica en fibra, ejercicios e higiene adecuada contribuyen a una evolución positiva. Además, estos tratamientos siempre se deben completar con otros que solucionen la isquemia o una reducción de la circulación sanguínea en la zona afectada. Tratamientos como la nitroglicerina al 0,4 por ciento actúan como un vasodilatador, relajando la zona y permitiendo a la fisura cicatrizar. Estos tratamientos evitan en gran medida el irreversible paso por cirugía.[cita requerida]

### Cirugía
En caso de no mostrar mejoría con el tratamiento médico, se realiza una nueva exploración para valorar el tratamiento con cirugía, la cual consiste en realizar un pequeño corte al esfínter anal para permitir que se relaje y cicatrice la fisura. Generalmente se realiza en quirófano con la ayuda de un anestesiólogo. La recuperación y cicatrización completa ocurre en unas tres a cuatro semanas; sin embargo, el dolor desaparece en unos días. Más del 90 por ciento de los pacientes que requieren de cirugía para este problema no vuelven a presentar fisuras.[cita requerida]

### Especialidad
La especialidad dedicada al manejo de esta enfermedad es la coloproctología, con la que se obtiene el tratamiento más adecuado y se hace una revisión completa para descartar otras enfermedades anorrectales que pueden confundirse con la fisura anal.[cita requerida]

## Diagnóstico diferencial
Otras enfermedades que pueden confundirse con la fisura anal son:
- hemorroides
- fístula anorrectal
- condilomas anales
- úlceras anales
- pólipo de colon
- colgajos cutáneos